# Кастроверде-де-Серрато
Кастроверде-де-Серрато (ісп. Castroverde de Cerrato) — муніципалітет в Іспанії, у складі автономної спільноти Кастилія-і-Леон, у провінції Вальядолід. Населення — 264 особи (2010).
Муніципалітет розташований на відстані близько 150 км на північ від Мадрида, 43 км на схід від Вальядоліда.

## Демографія
Динаміка населення (INE ):